# Girardinichthys viviparus
The mexclapique (Girardinichthys viviparus) là một loài cá thuộc họ Goodeidae. Nó là loài đặc hữu của México.